# Abate Luigi

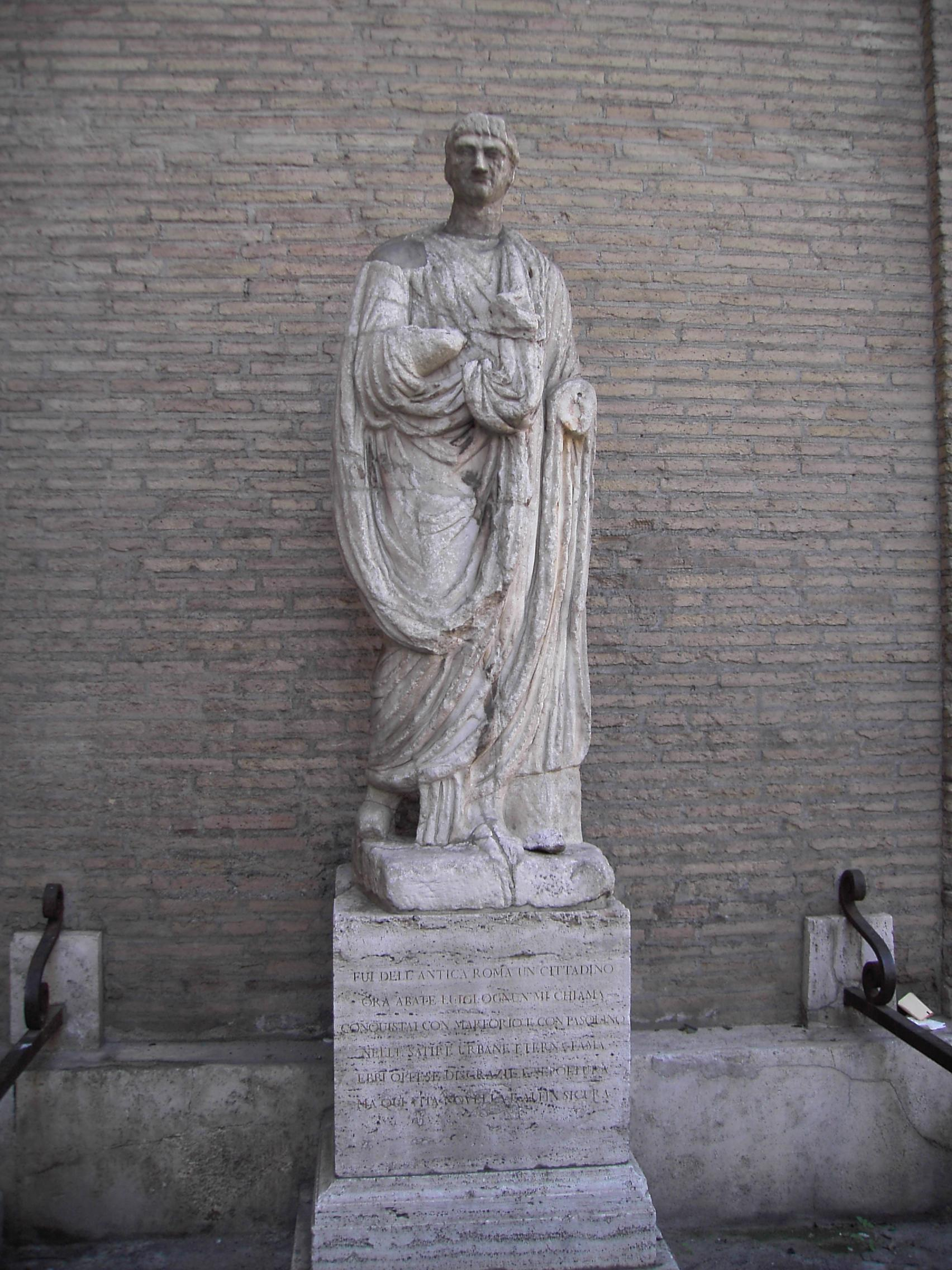
L'Abate Luigi.

El Abate Luigi (o Abbate Luiggi en dialecto romano) es una de las seis estatuas parlantes de Roma.
Desde 1924 se encuentra de nuevo en la piazza Vidoni, sobre el muro lateral de la Basílica de San Andrés; tal colocación es la original, pero a lo largo de la historia ha conocido diversos emplazamientos.
Se trata de una escultura de época tardo romana, que representa probablemente a un alto magistrado. A falta de una identificación precisa, el sobrenombre de Abate Luigi le fue asignado por la fantasía popular que, con la agudeza habitual, encontraba al personaje bastante parecido al sacristán de la cercana Iglesia del Sudario, conocido en aquella época con ese nombre.
Como las otras cinco estatuas ha sido depositaria de numerosos pasquines en verso, a menudo irreverentes, con los que de un modo anónimo el pueblo se mofaba de los personajes públicos de la Roma de los siglos XIV y XV. De esta locuacidad característica dan testimonio los versos que se encuentran inscritos en la base de la estatua:

(Traducción:) 